# Poemas rúnicos
Los poemas rúnicos son varios poemas medievales en los que se enumeran las letras del alfabeto rúnico, y que tienen una estrofa alusiva al nombre de cada una de las runas. Se han conservado tres poemas diferentes: el poema rúnico anglosajón, el poema rúnico noruego y el poema rúnico islandés. 
Los poemas islandés y noruego enumeran las 16 runas del futhark joven, mientras que el poema anglosajón menciona las primeras 29 runas del futhorc. Posiblemente existió un poema para las runas de futhark antiguo pero no han aparecido registros sobre él. 
Aunque los versos de cada uno de los poemas son diferentes presentan numerosas similitudes y paralelismos entre ellos. Todos proporcionan referencias del paganismo nórdico y el paganismo anglosajón, y en este último aparecen referencias al cristianismo. Gracias a ellos se conocen los nombres que se daban a las runas durante la Edad Media en los distintos lugares. Existe otra lista similar donde se recogen los nombres de las runas, el Abecedarium Nordmannicum, en un manuscrito del siglo IX, aunque no puede considerarse un poema rúnico porque a cada runa sólo le acompaña una frase corta sin rima entre sí.
Se cree que los poemas rúnicos sirvieron como herramienta mnemónica para recordar los nombres de las runas y su orden en el alfabeto. Se trata de una importante recopilación de cultura popular de la época, comparable a los antiguos refraneros ingleses, la poesía gnomónica y la poesía en nórdico antiguo.

## Los poemas

### Anglosajón
Se estima que el poema rúnico anglosajón fue compuesto entre los siglos VIII y IX, y fue registrado en un manuscrito del siglo X, el Cotton Otho B.x, fol. 165a - 165b, que se encontraba en la biblioteca Cotton de Londres. En 1731 el manuscrito se quemó, al igual que muchos otros libros, en un incendio de la biblioteca Cotton. Pero el texto del poema había sido copiado por George Hickes en 1705 y esta copia es la fuente de todas las ediciones posteriores del poema.
George Hickes dividió el texto en 29 estrofas, y situó en el margen izquierdo una lámina de cobre grabada con los caracteres rúnicos correspondientes a cada estrofa, de forma que cada runa estuviera justo frente a la estrofa a la que pertenecía. Para cinco runas (wen, hægl, nyd, eoh, y ing) Hickes registró las variantes de forma de cada una y añadió a pie de página dos runas más: cweorð y una runa sin nombrar (calc) que no aparecían en el poema. Se colocó una segunda lámina de cobre a lo largo de la base la página donde aparecen dos runas más: stan y gar.
Van Kirk Dobbie afirma que toda esta presentación no aparecería en el texto original del manuscrito Cotton y que la disposición original del poema rúnico anglosajón probablemente sería similar a la de los poemas rúnicos noruego e islandés.
Los nombres de las 29 runas del futhorc que tienen estrofa en el poema aparecen en el siguiente orden:
| Runa   |      |    |      |    |     |     |      |      |      |     |    |     |     |       |      |       |     |       |    |      |      |     |      |     |    |     |    |     |     |
| Nombre | Feoh | Ur | þorn | Os | Rad | Cen | Gyfu | Wynn | Hægl | Níð | Ís | Gér | Éoh | Peorþ | Eolh | Sigel | Tir | Beorc | Éh | Mann | Lagu | Ing | Éðel | Dæg | Ác | Æsc | Ýr | Íor | Éar |

### Noruego
El poema rúnico noruego, escrito en nórdico antiguo, se ha conservado en una copia del siglo XVII de un manuscrito del siglo XIII que se destruyó. Este poema aparece en métrica escáldica. Y presenta la siguiente estructura: La primera línea de cada estrofa es una frase del siguiente tipo: «nombre de la runa + copula + X», siendo X un atributo al nombre de la runa, seguido de una segunda línea rimada que proporciona alguna información relacionada de alguna forma con la frase anterior.
En este poema y en el islandés aparecen en el mismo orden todas las runas del futhark joven. Los nombres de las 16 runas y su orden es el siguiente:
| Runa   |    |    |      |     |      |      |        |       |    |    |     |     |         |      |      |    |
| Nombre | Fé | Úr | Þurs | Óss | Ræið | Kaun | Hagall | Nauðr | Ís | Ár | Sól | Týr | Bjarkan | Maðr | Lögr | Ýr |

### Islandés
El poema rúnico islandés, escrito en nórdico antiguo, aparece en cuatro de los manuscritos Arnamagnæus, el más reciente de los cuatro data del siglo XV. Se considera que el poema rúnico islandés es el más sistemático de todos los poemas rúnicos (incluido el Abecedarium Nordmannicum) y se ha comparado su estructura con la forma de verso aliterativo ljóðaháttr.
Son las mismas runas que en el poema noruego y aparecen en el mismo orden, aunque hay dos pequeñas diferencias dialectales en los nombres de las runas: 
| Runa   |    |    |      |     |      |      |        |       |     |    |     |     |         |      |      |    |
| Nombre | Fé | Úr | Þurs | Óss | Reið | Kaun | Hagall | Nauðr | Íss | Ár | Sól | Týr | Bjarkan | Maðr | Lögr | Ýr |

## Abecedarium Nordmannicum

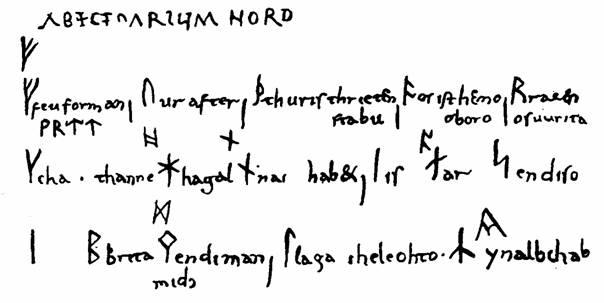
Abecedarium Nordmannicum en el manuscrito de la abadía de San Galo MS.878, p.321.

Datado en el siglo IX el Abecedarium Nordmannicum es el primer listado conocido de los nombres de las runas escandinavas, aunque no desvela el significado de las definiciones. Presenta en 11 frases cortas los nombres de las 16 runas del futhark joven con sus caracteres, añadiendo los signos de las runas equivalentes del alfabeto anglosajón. El texto, escrito en antiguo bajo alemán, está registrado en el Codex Sangallensis 878, que se conserva en la Abadía de San Galo, y posiblemente se elaborara en Fulda, Alemania. Los nombres que se dan aquí a las runas son:
| Runa   |     |    |       |    |     |       |       |      |    |    |     |     |       |     |      |    |
| Nombre | Feu | Ur | Þuris | Os | Rat | Chaon | Hagal | Naut | Is | Ar | Sol | Tiu | Brica | Man | Lagu | Yr |